# Abdij van Waldsassen

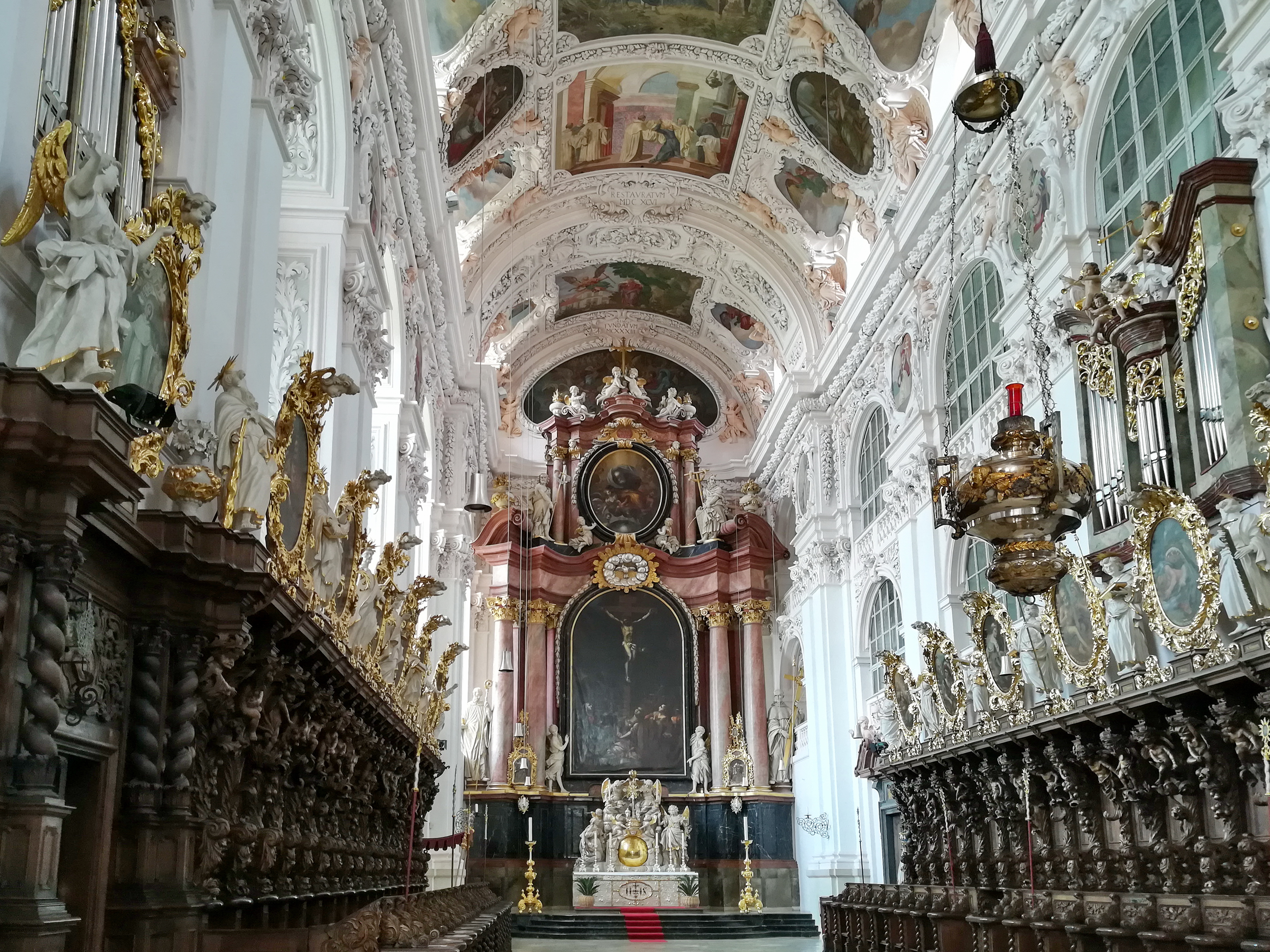
Barok hoogaltaar en koorgestoelte van de monikken.

De Abdij van Waldsassen was een cisterciënzerabdij in Beieren.
Omstreeks 1133 werd het klooster gesticht in Waldsassen en bevolkt vanuit Volkenrode. Markgraaf Diepold III van Vohburg schonk het klooster veel bezittingen en de immuniteit. Na de dood van Diepold III in 1146 kwamen zijn bezittingen en het klooster aan het Heilige Roomse Rijk. Keizer Koenraad III verleend het klooster in 1147 een privilege, waarin bevestigd werd dat het klooster Reichsunmittelbar was. Verder werd het klooster de vrije abtskeuze toegestaan. Paus Lucius III stelde de abdij onder de directe bescherming van Rome. De voogdij over het klooster wiseelde in de loop der tijd tussen het Rijk, het koninkrijk Bohemen en het keurvorstendom Palts. De bescherming door de Palts leidde tot het verlies van de Reichsunmittelbare status.
De invoering van de reformatie leidde in 1571 tot de opheffing van het klooster. De kloosterheerlijkheid werd een ambt van het keurvorstendom. In de Dertigjarige Oorlog verloor het keurvorstendom de Opper-Palts en daarmee Waldsassen aan het katholieke hertogdom Beieren. De Contra-Reformatie werd ingevoerd en het klooster werd in 1669 aan de cisterciënzers teruggegeven. Het klooster werd in 1690 verheven tot abdij, maar kreeg de Reichsunmittelbare staus niet terug.
Hoewel de abdij onder de landshoogheid van Beieren viel werd het tot in de Reichsdeputationshauptschluss van 25 februari 1803 vermeld. Paragraaf 2 gaf de abdij aan het keurvorstendom Beieren, waarna het klooster opnieuw werd opgeheven.